# Idioglossa argodora
Idioglossa argodora är en fjärilsart som beskrevs av Edward Meyrick 1913. Idioglossa argodora ingår i släktet Idioglossa och familjen plattmalar. Inga underarter finns listade i Catalogue of Life.